# Del Rio (Texas)
Del Rio is een plaats (city) in de Amerikaanse staat Texas, en valt bestuurlijk gezien onder Val Verde County.

## Demografie
Bij de volkstelling in 2000 werd het aantal inwoners vastgesteld op 33.867.
In 2006 is het aantal inwoners door het United States Census Bureau geschat op 36.491, een stijging van 2624 (7,7%).

## Geografie
Volgens het United States Census Bureau beslaat de plaats een oppervlakte van
40,0 km², geheel bestaande uit land.

## Plaatsen in de nabije omgeving
De onderstaande figuur toont nabijgelegen plaatsen in een straal van 32 km rond Del Rio.